# Euxoa fumalis
Euxoa fumalis är en fjärilsart som beskrevs av Augustus Radcliffe Grote 1873. Euxoa fumalis ingår i släktet Euxoa och familjen nattflyn. Inga underarter finns listade i Catalogue of Life.